# Zaliske, Talne
Zaliske (în ucraineană Заліське) este o comună în raionul Talne, regiunea Cerkasî, Ucraina, formată numai din satul de reședință.

## Demografie
Componența lingvistică a comunei Zaliske
     Ucraineană (98%)
     Rusă (1,06%)
     Alte limbi (0,35%)
Conform recensământului din 2001, majoritatea populației comunei Zaliske era vorbitoare de ucraineană (98%), existând în minoritate și vorbitori de rusă (1,06%).